# Mucho Calor
Albums de Art Pepper et Conte Candoli
The Artistry Of Pepper
(1957) Art Pepper+Eleven : Modern Jazz Classics
(1959)
Mucho Calor est un album de Art Pepper et de Conte Candoli. L'octet formé par Pepper et Candoli comprend le saxophoniste Bill Perkins, le pianiste Russ Freeman, le contrebassiste Ben Tucker, le batteur Chuck Flores, Jack Costanzo et Mike Pacheco aux percussions.

## Enregistrement
Les morceaux sont enregistrés en octobre 1957 au The Forum Theater situé à Los Angeles.
| Musicien      | Instrument      |  | Équipe technique |             |  |
| ------------- | --------------- |  | ---------------- | ----------- |  |
| Art Pepper    | saxophone alto  |  |                  | producteur  |  |
| Conte Candoli | trompette       |  | Art Pepper       | arrangement |  |
| Bill Perkins  | saxophone ténor |  | Conte Candoli    | arrangement |  |
| Russ Freeman  | piano           |  | Benny Carter     | arrangement |  |
| Ben Tucker    | contrebasse     |  | Bill Holman      | arrangement |  |
| Chuck Flores  | batterie        |  | Johnny Mandel    | arrangement |  |
| Jack Costanzo | bongos          |  |                  |             |  |
| Mike Pacheco  | bongos          |  |                  |             |  |

## Titres
| N°     | Titre                | Compositeur                                                    | Arrangement   | Durée |
| ------ | -------------------- | -------------------------------------------------------------- | ------------- | ----- |
| Face 1 |                      |                                                                |               |       |
| 1.     | Mucho Calor          | Bill Holman                                                    | Bill Holman   | 6:50  |
| 2.     | Autumn Leaves        | Joseph Kosma, Johnny Mercer, Jacques Prévert                   | Benny Carter  | 3:10  |
| 3.     | Mambo de la Pinta    | Art Pepper                                                     | Art Pepper    | 5:30  |
| 4.     | I'll Remember April  | Gene de Paul, Don Raye, Pat Johnston                           | Art Pepper    | 2:20  |
| 5.     | Vaya Hombre Vaya     | Bill Holman                                                    | Bill Holman   | 3:20  |
| Face 2 |                      |                                                                |               |       |
| 6.     | I Love You           | Cole Porter, Chuck Dukowski, Gordon Jenkins, Jerry Jeff Walker | Bill Holman   | 5:50  |
| 7.     | Mambo Jumbo          | Conte Candoli                                                  | Conte Candoli | 3:50  |
| 8.     | Old Devil Moon       | E.Y. « Yip » Harburg, Burton Lane                              | Bill Holman   | 5:24  |
| 9.     | Pernod               | Johnny Mandel                                                  | Johnny Mandel | 3:56  |
| 10.    | That Old Black Magic | Johnny Mercer, Harold Arlen                                    | Bill Holman   | 4:20  |

## Autres éditions
- 2008, au format CD sur le label Jazz Track (ref. JT 943), avec 7 titres additionnels enregistrés le 12 aout 1957 par un nonet de Art Pepper et parus sur l'album Art Pepper Plays Shorty Rogers & Others (Pacific Jazz).

## Réception
L'auteur et critique Scott Yanow écrit que cet album « mérite d'être examiné par les admirateurs de ce style ».